# Don Cäsar, Graf von Irun
Don Cäsar, Graf von Irun ist ein österreichisch-ungarisches Stummfilmdrama aus dem Jahre 1918 von Jakob Fleck und Luise Kolm mit Max Neufeld in der Titelrolle.

## Handlung
Der Spanier Don Cäsar, Graf von Irun, hat sein gesamtes Erbe durch seine Spielsucht und seinen Alkoholkonsum durchgebracht. Nun ist er nach Madrid zurückgekehrt und betritt augenblicklich seine Stammschenke. Dort gerät er alsbald mit Stammgästen in einen Streit um die Züchtigung des Sohnes eines Waffenschmiedes, der sich auf der Straße fortsetzt und eskaliert. Dem Beschuldigten wird von einem Offizier zur Last gelegt, die Waffen nicht ordnungsgemäß geputzt und gepflegt zu haben. Um ihn vor den Stockhieben zu schützen, legt sich der Graf mit dem Hauptmann an. Dabei kommt es zu einer schweren Auseinandersetzung, bei der der Offizier durch die Hand Cäsars stirbt. Da auf Geheiß des spanischen Königs Duelle bei Androhung der Todesstrafe verboten wurden, wird Don Cäsar anschließend verhaftet und eingekerkert. Ihm droht der Strang. Der Sohn des Waffenschmieds folgt ihm aus Solidarität in den Kerker.
Derweil möchte sich Majestät mit der Straßensängerin Maritana, auf die er ein Auge geworfen hat, vergnügen und gibt seinem Minister Anordnung, ihm die junge Dame zuzuführen. Da so ein Straßenmädchen aber nicht von Stande ist, muss sie erst einmal hoffähig gemacht und mit einem Titel bedacht werden. Der Minister hat deshalb eine zündende Idee: warum nicht zwei Fliegen mit einer Klappe schlagen? Er erklärt dem gräflichen Todeskandidaten, dass dieser einen Wunsch frei bekäme, wenn er sich bereit zeige, eben jene Maritana zuvor zu heiraten, damit die junge Frau auf diese Weise zu einer Gräfin von Irun werden würde. Maritana soll ihm in verschleiertem Zustand zugeführt werden, damit beide nicht erkennen, unter welchen Umständen die morbide Trauungszeremonie stattfindet. Don Cäsar ist dazu bereit, fordert aber als Todesart eine ehrenvolle durch Erschießen. Diese Bitte wird ihm gewährt. Bei der Hochzeitszeremonie verspricht Don Cäsar in schwarzhumoriger Weise seiner verschleierten Braut: „Treu bis in den Tod!“
Dem König ist nun ein Gnadengesuch unterbreitet worden, dass dieser auch zu unterschreiben bereit ist. Da der Minister aber einen toten Grafen von Irun braucht, um dem königlichen Wunsch einer standesgemäßen Straßensängerin nachkommen zu können, versucht die Hofschranze nun, den Gnadenakt absichtlich zu verzögern, in der Hoffnung, dass die Hinrichtung dann bereits vollzogen sein werde. Als es zur Exekution kommen soll, fällt Don Cäsar nach den „Schüssen“ getroffen zu Boden und markiert den Toten. Doch er ist nicht tot, denn der Waffenschmied hat aus Dankbarkeit für den gräflichen Einsatz zu Gunsten seines Sohnes die Kugeln aus den Gewehren der Füsiliere ausgetauscht. Mit Hilfe des Waffenschmieds gelingt Cäsar im Mönchsgewand die Flucht aus dem königlichen Kerker. Auf dieser Flucht begegnet er einer Sänfte, deren Insassin zu seiner großen Verwunderung als „Gräfin von Irun“ angesprochen wird. Er erfährt ihre Adresse und konfrontiert die zutiefst verwunderte junge Dame damit, dass sie vor ihrem Ehemann stehen würde. Maritana kann es kaum glauben, denn soeben habe sie einen amourös recht aufdringlichen Mann, der sich ebenfalls als „Graf von Irun“ ausgegeben habe, zurückgewiesen. Wie konnte sie ahnen, dass dies ihr eigener König war, der sie unbedingt in sein royales Bett zerren wollte?
Nun wird der wahre Graf von Irun aktiv. Er eilt zur Königin, dessen lustwandelnder Göttergatte vorerst von seinen Fremdgehversuchen geheilt ist, und findet die Monarchin in heftiger Abwehr gegenüber dem intriganten Minister, der einst seinen Tod wollte, vor. Don Cäsar zückt seinen Degen und sticht den zudringlichen Schurken nieder, sodass dieser stirbt. Für diese Ruhmestat ernennt ihn wiederum der König, der von den ministeriellen Nachstellungen gegenüber seiner Gattin erfährt, aus Dank zum neuen Gouverneur von Granada. Maritana, die sich längst in ihren wahren Grafen verliebt hat, folgt ihm dorthin in eine glückliche Zukunft.

## Produktionsnotizen
Don Cäsar, Graf von Irun entstand in der Spätphase des Ersten Weltkriegs und wurde am 11. Oktober 1918 in Wien uraufgeführt. Der Fünfakter besaß eine Länge von rund 2100 Meter sowie 75 Zwischentitel und erhielt Jugendverbot.
Dieselbe Geschichte wurde 1923 von Ernst Lubitsch unter dem Titel Rosita in Hollywood neu verfilmt.

## Kritik
Paimann’s Filmlisten resümierte: „Stoff, Szenerie und Spiel ausgezeichnet. Photos sehr gut.“